# Kilmainham Gaol
Kilmainham Gaol (in irlandese Príosún Chill Mhaighneann) è una ex prigione, situata a Cill Mhaighneann un sobborgo di Dublino, che ora è un museo.

## Storia

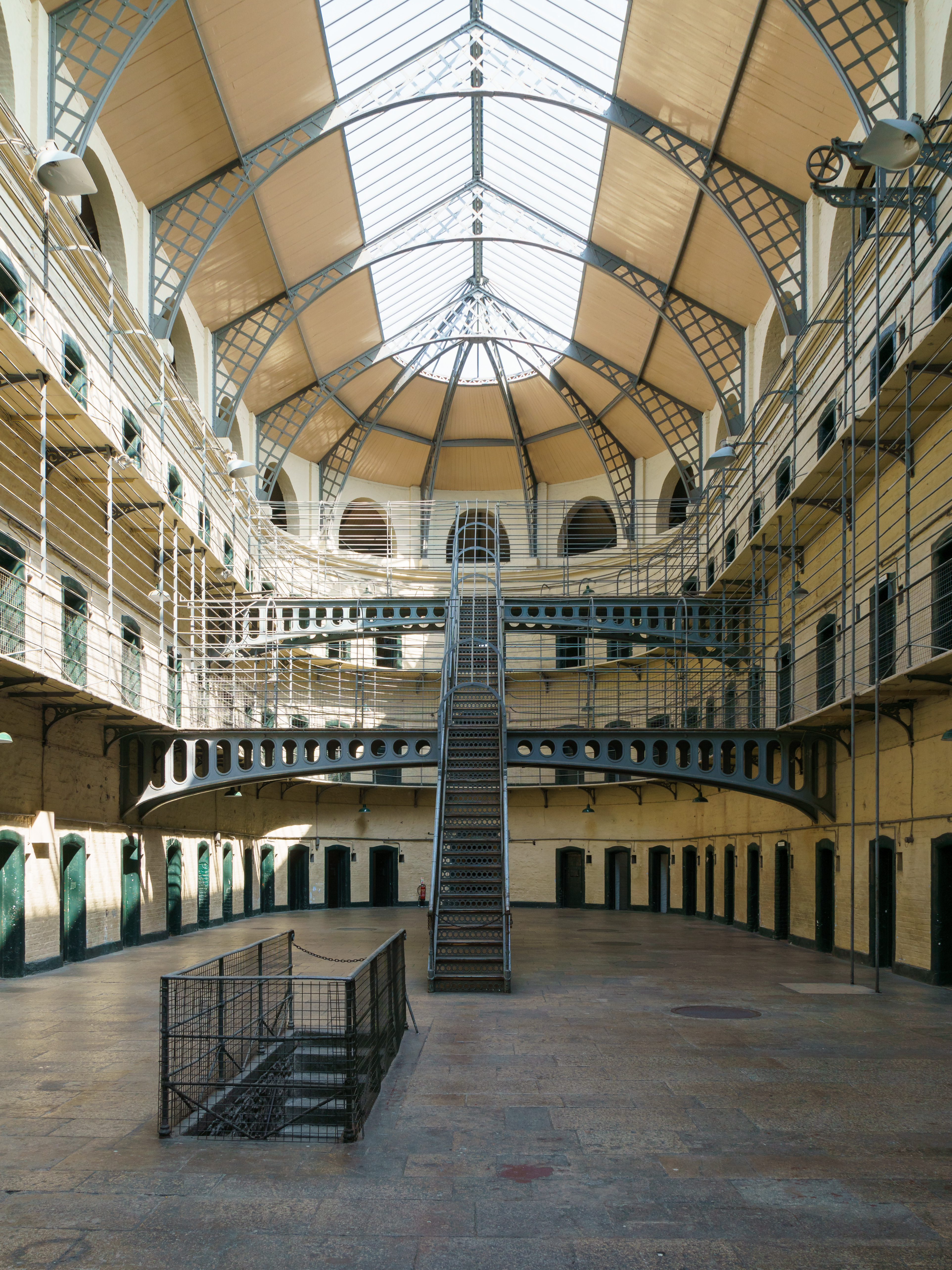
Sala principale

Kilmainham Gaol ha giocato un ruolo importante nella storia irlandese, dato che numerosi leader di ribellioni irlandesi furono imprigionati e alcuni furono giustiziati nella prigione. La prigione è stata anche usata come set per vari film.
Quando fu costruita nel 1796, Kilmainham Gaol fu chiamata la "Nuova Prigione", per distinguerla dalla vecchia prigione - l'intenzione era di sostituirla  - una disgustosa prigione sotterranea, solo ad un centinaio di metri dall'altra costruzione. Durante i 140 anni fu usata come una prigione, ospitando nelle sue celle molte delle persone coinvolte nella campagna per l'indipendenza irlandese.  I leader del 1916 (Sollevazione di Pasqua) furono detenuti e giustiziati qui, e l'ultimo prigioniero fu Éamon de Valera.
A volte, anche i bambini venivano arrestati per piccoli reati, e si dice che la bimba più giovane avesse sette anni, il bimbo più giovane invece, solo tre. Molti adulti furono deportati in Australia.
Kilmainham Gaol fu abbandonata nel 1924 dal governo del nuovo Stato Libero d'Irlanda. Dopo una lunga ristrutturazione, la prigione ospita ora un museo sulla storia del Nazionalismo irlandese in cui vengono organizzate visite guidate. Nel 1982 la rock band irlandese degli U2 al suo interno ha anche girato il videoclip del singolo A celebration. Mentre nel 1993 ha ospitato le riprese del film Nel nome del Padre.

## Prigionieri famosi
- Henry Joy McCracken, 1796
- Robert Emmet, 1803
- Anne Devlin, 1803
- Michael Dwyer, 1803
- William Smith O'Brien, 1848
- Thomas Francis Meagher, 1848
- Jeremiah O'Donovan Rossa, 1867
- Dr J. E. Kenny, 1881
- Charles Stewart Parnell, 1881
- William O'Brien, 1881
- James Joseph O'Kelly, 1881
- Willie Redmond, 1882
- Joe Brady (omicidi del Phoenix Park), 1883
- Daniel Curley (omicidi del Phoenix Park), 1883
- Tim Kelly (omicidi del Phoenix Park), 1883
- Thomas Caffrey (omicidi del Phoenix Park), 1883
- Michael Fagan (omicidi del Phoenix Park), 1883
- Michael Davitt
- Padraig Pearse, 1916
- James Connolly (giustiziato ma non detenuto), 1916
- Constance Markievicz, 1916
- Éamon de Valera, 1916
- Joseph Plunkett, 1916
- Michael O'Hanrahan, 1916
- Edward Daly, 1916
- Tom Clarke, 1916
- Willie Pearse (fratello minore di Padraig, che era ignaro del fatto che il fratello sarebbe stato giustiziato), 1916
- Grace Gifford, Mrs Joseph Plunkett, (1922)

## Film girati nella prigione
- Un colpo all'italiana, 1969
- Nel nome del padre, 1993
- Michael Collins, 1996
- Prison Escape, 2008